# Kiribatis herrlandslag i fotboll
Kiribatis herrlandslag i fotboll kontrolleras av Kiribati Islands Football Federation och representerar Kiribati i internationella fotbollsmatcher. Kiribati är inte medlem i Fifa men är en associerad medlem av OFC, Kiribati kan därför inte delta i världsmästerskapet men kan delta i oceaniska mästerskapet.
Bairiki National Stadium är lagets hemmaplan. Trots detta har den aldrig använts för en landskamp eftersom Kiribati aldrig har spelat en landskamp på hemmaplan, på grund av att underlaget på stadion består av sand och inte gräs.
Den 6 maj 2016 antogs Kiribati formellt som den nyaste medlemmen i Conifa och blev den första medlemmen från Oceanien någonsin att gå med i förbundet.
Kiribati kvalificerade för Conifa-VM 2018 som hölls i Storbritannien. Kiribati tvingades dock dra sig tillbaka och ersattes av Tuvalu.